# Фейглин, Моше
Моше Фейглин (род. 29 тамуза 5722 года по еврейскому календарю или 31 июля 1962 года по григорианскому календарю, Хайфа) — израильский общественный и политический деятель правых взглядов, депутат Кнессета 19 созыва и вице-председатель кнессета, основатель движения «Зо Арцейну» (ивр. זו ארצנו‎ «Это наша земля»), основатель аналитического центра «МЕКИМИ», глава движения «Манхигут Йегудит» (ивр. מנהיגות יהודית‎ «Еврейское руководство») в «Ликуде». Основатель и лидер право-либертарианской партии «Зеут».

## Биография
Родился в Хайфе, в семье Эстер и Якова Фейглиных — потомков репатриантов Первой алии. Учился в школе «Тахкемони» в Реховоте. Получил образование в школе (ешива тихонит) «Ор Эцион» р. Хаима Друкмана. Затем — Армия обороны Израиля, офицер инженерных войск, вышел в запас в звании «Рав Серен» (майор). Создал бизнес по техническому обслуживанию небоскрёбов. В 1988 году переехал из Реховота в посёлок Карней-Шомрон в Самарии.

## Общественное движение
После прихода к власти левого правительства Ицхака Рабина стало известно о тайных переговорах с Арафатом и планах по передаче под контроль будущей Палестинской автономии сектора Газа, а также Иудеи и Самарии (Западного берега реки Иордан), позже сформулированных в т. н. «Соглашениях в Осло».
Моше Фейглин создал правое гражданское движение «Зо Арцейну», для «отпора» действиям левых политиков во главе с Ицхаком Рабином и Шимоном Пересом. Сначала «Зо Арцейну» действовало в координации с Советом поселений, куда входят мэры поселений и многие известные активисты поселенческого движения. Но часть поселенческого истеблишмента отказалась действовать против полиции и армии и «Зо Арцейну» перестало официально сотрудничать с Советом поселений. «Зо Арцейну» пикетировало автодорожные магистрали и организовывало другие акции протеста (например «Мивца махпиль» — операция удвоения существующих поселений). Позже, когда премьер-министр Ицхак Рабин был убит на площади в Тель-Авиве Игалем Амиром, «Зо Арцейну» прекратило свои акции и переключилось на предвыборную агитацию за правые партии.
За организацию массовых демонстраций Моше Фейглин, вместе с соратниками Бени Элоном и Шмуэлем Сакетом, были арестованы израильской полицией и обвинены в бунте. Во время судебного процесса Бени Элон был избран депутатом Кнессета, и процесс над ним был прекращён, а Моше Фейглина суд приговорил к тюремному заключению, которое было заменено на общественно полезный труд (уход за больными в доме престарелых). После окончания суда, а потом ещё и наказания — работал на стройке на башенном кране.
Моше Фейглиным был основан аналитический центр «МЕКИМИ». Центр объединил более сорока учёных, преподавателей для исследования общественно-политических проблем стоящих перед израильским государством и обществом в новом веке, путей развития и национальных перспектив. Результаты этих исследований опубликованы в книгах, в том числе, в новой книге Моше Фейглина, Моти Карпеля и др. (две указанные книги переведены на русский). В продолжении деятельности «МЕКИМИ» в Кдумим создан образовательный колледж («михлала») «еврейской политики и стратегического мышления».

## Ликуд
Разочаровавшись в действующих правых политиках, Моше Фейглин основал собственную политическую фракцию в партии «Ликуд», названную «Манхигут Йегудит» (ивр. «Еврейское руководство») и апеллирующую к либерально-национальным ценностям, записанным в уставе «Ликуда» (заселение всех частей Израиля, укрепление безопасности, укоренение еврейских ценностей в образовании, свободная экономика и т. д.).
Постсионистская израильская элита считает национальную сионистскую платформу Фейглина праворадикальной а левые политики и журналисты прибегают к термину «фашист».
После создания фракции Фейглин несколько раз баллотировался на пост главы Ликуда. На выборах, состоявшихся 14 августа 2007 года, он получил 22,5 % голосов и проиграл Биньямину Нетаньяху (73 %).
В 2014 году Фейглин решил не баллотироваться на должность главы Ликуда, чтобы не уменьшить шансы войти в список в Кнессет. Многие силы внутри Ликуда, в том числе и премьер-министр Нетаньяху, приложили максимальные усилия, чтобы помешать Фейглину занять реальное место в списке Ликуда. В результате этого он был избран на 17-е место в списке по стране, что значит 36-е нереальное место в списке в Кнессет. Фейглин заявил, что для него Ликуд закончил свою роль по созданию нового, настоящего еврейского руководства и пришло время создать новый инструмент для реализации этой цели.

## Партия Зеут
В марте 2015 года Фейглин объявил о создании еврейской национально-либертарианской партии, соединяющей националистические и радикально-рыночные подходы — «Зеут». Цель партии — еврейское национальное государство, дающее гражданам максимальную личную свободу, охраняющее ценности семьи и общины, поддерживающее свободную экономику, реализующее свой суверенитет на всех частях Земли Израиля, находящихся в её владении, в первую очередь на Храмовой Горе и стремящейся к прекращению войны и кровопролития посредством победы над своими врагами.

## Семья
Жена — Ципи, пятеро детей.

## Книги и публикации
- Моше Фейглин Война идеалов. От государства евреев к еврейскому государству.
- Там, где нет людей…, Моше Фейглин, пер. с ивр. Н. Радовской
- Статьи Моше Фейглина, на русском
- Статьи Моше Фейглина, на русском сайте движения «Еврейское руководство»
- МОШЕ ФЕЙГЛИН Автобиография

## ТВ
- Видеозапись выступлений Моше Фейглина, на иврите и с переводом
- Видеозапись телепрограммы «Персона» с Моше Фейглиным, 9 канал
- Репортаж с очередного съезда «Еврейского руководства», 9 канал